# Zena Grey
Zena Lotsu Grey (New York, 15 novembre 1988) è un'attrice statunitense.
Figlia di Allyson e Alex Grey, entrambi artisti.

## Filmografia
- Il collezionista di ossa (The Bone Collector), regia di Phillip Noyce (1999)
- Snow Day (2000)
- Il sogno di un'estate (Summer Catch), regia di Michael Tollin (2001)
- Max Keeble alla riscossa (2001)
- The Job - serie TV, 1 episodio (2002)
- Law & Order - I due volti della giustizia - serie TV, 1 episodio (2003)
- The Guardian - serie TV, 1 episodio (2003)
- Stateside - Anime ribelli (2004)
- In Good Company (2004)
- Shaggy Dog - Papà che abbaia... non morde (2006)
- Dr. House - Medical Division (House, M.D.) – serie TV, vari episodi (2011-2012)
- My Soul to Take - Il cacciatore di anime (2010)